# Audi Senna
Audi Senna foi uma empresa brasileira criada como uma joint venture entre a montadora alemã Audi, do grupo Volkswagen e a Senna Import, empresa de comercialização de veículos de propriedade da família do piloto de Fórmula 1 Ayrton Senna.

## História
Em 18 de novembro de 1993, a Audi assinou um acordo coma Senna Import, empresa de propriedade da família de Ayrton Senna, para a importação e venda dos carros da marca Audi para o Brasil. Um dos participantes nas negociações foi o piloto Ayrton Senna. As importações começaram em 1994 (ano em que Ayrton Senna morreu).
Em 19 de dezembro de 1999, a família Senna e a Audi anunciaram a criação de uma joint venture. Em 2000, foi criada a Audi Senna. A Audi AG deteve um 51% da participação e a "Senna Import Participações Ltda." deteve uma participação de 49%. A fundação foi concluída na cidade alemã de Ingolstadt.
Até 2005, a família Senna deixou o controle da empresa.

## As empresas subsidiárias
- Audi Brasil Distribuidora de Veículos Ltda.[3] - Distribuidor da Audi. Fundada em 2000, com sede em São Paulo. A empresa é uma joint venture entre a Audi e a Volkswagen Brasil.
- Audi do Brasil e Cia[3] - Empresa de Gestão de Pós-venda.